# On Air - Live at the BBC Volume 2
Pour les articles homonymes, voir Live at the BBC.
Albums de The Beatles
Love
(2006) The U.S. Albums
(2014)
Albums live des Beatles
Live at the BBC
(1994) The Beatles: Live at the Hollywood Bowl
(2016)
Publiée en CD le 11 novembre 2013, On Air - Live at the BBC 2 est une compilation sur deux disques de chansons enregistrées live par les Beatles en 1963 et en 1964 dans les studios de la BBC. À part deux titres inédits (I’m Talking About You de Chuck Berry et le standard Beautiful Dreamer), cette collection ne contient que de nouvelles versions de chansons originales et de reprises déjà publiées sur différents disques y compris Live at the BBC publié en 1994. On retrouve tout de même 25 chansons qui n'étaient pas entendues sur le premier volume de cette collection ni sur Anthology 1. On y retrouve aussi vingt-trois extraits de dialogues dont des interviews. Le disque atteint la septième position sur le Billboard 200 et la douzième position sur les UK Charts.

## Contexte
Depuis les années 1920, les émissions musicales de la radio de la BBC étaient calquées sur les spectacles de variété en salle où des chanteurs, des danseurs, des groupes musicaux, un humoriste, un ventriloque, un magicien, etc., pouvaient se partager la scène. Fin des années 1950 et début des années 1960, les émissions radio mélangeaient encore les genres musicaux. Des émissions radio exclusivement consacrées à la musique populaire pour les jeunes étaient rarissimes. Le rock 'n' roll étant même considéré, par plusieurs, comme une mode passagère qui disparaîtrait très bientôt. Dans ce contexte, Brian Epstein organisa une audition en 1962 dans les studios de la BBC et les Beatles avec Pete Best et se méritèrent une séance d’enregistrement pour un passage à Teenagers Turn - Here We Go, le 8 mars 1962, une des premières émissions qui ciblait les jeunes. Un enregistrement de bonne qualité de cette session n'existe pas.
Lorsque les Beatles commencent à faire des tubes à répétition, ils reçoivent plusieurs invitations pour se produire dans les studios de la chaîne d'état pour des émissions telles que Saturday Club (en), Here We Go, Easy Beat (en) ou Top Gear et aux émissions consacrées à leur musique Pop Go the Beatles (en) et From Us To You Say The Beatles. La BBC n'a conservé que très peu de ces enregistrements, mais plusieurs fans les ont enregistrés et ont gardé les bandes magnétiques. Ce disque comprend plusieurs chansons tirées des enregistrements de meilleure qualité datant de janvier 1963 à décembre 1964.

## Analyse
Presque toutes les chansons dans cette collection ont déjà été publiées en versions différentes sur d'autres albums des Beatles. Par contre, on retrouve le même enregistrement de Lend Me Your Comb publié sur Anthology 1 en 1995 et des chansons I'll Follow the Sun et Boys qui avaient été publiées sur un maxi le 20 mars 1995. On peut aussi entendre sur le disque deux, une version inachevée de la chanson I Feel Fine où on comprend bien la difficulté d'obtenir en direct un effet Larsen acceptable pour son intro. La version définitive se retrouve sur le disque Live at the BBC.
Les deux seuls inédits sont les chansons I’m Talking About You et le standard Beautiful Dreamer. Cette première pièce, composée par Chuck Berry, est particulière car sa ligne de basse a été copiée intégralement par Paul McCartney pour le tube I Saw Her Standing There qui se retrouve ici et sur le premier volume de cette collection. Beautiful Dreamer est l'interprétation d'une version modifiée par Gerry Goffin et Jack Keller, publiée en 1962 par Tony Orlando, d'une chanson de Stephen Foster datant de 1864. On y retrouve aussi la chansonnette Happy Birthday Dear Saturday Club jouée par le groupe, avec entrain et humour, pour célébrer le cinquième anniversaire de cette émission populaire.
Les séquences parlées sont des extraits de discussions, toujours humoristiques, entre les quatre musiciens et les animateurs Lee Peters, Rodney Burke ou Brian Matthew (en) (renommé « Bathtubes » par le groupe sur la piste 2.12). En supplément, à la fin des deux disques, on a rajouté des interviews individuelles avec chacun des Beatles, enregistrées le 30 novembre 1965 pour John et George sur le premier disque et le 2 mai 1966 pour Paul et Ringo sur le second. Ces entrevues ont été réalisées par Brian Matthew pour l'émission Pop Profiles.
Pour l'occasion, Live at the BBC a été réédité avec certaines modifications et les deux volumes ont été mis en marché individuellement ou en boîtier. Contrairement au premier volume de la collection, aucun EP n'est publié pour accompagner la sortie de On Air.

## Clip
Un clip de la reprise Words of Love, réalisé par Pete Candeland, utilise des séquences filmées des Beatles du début de la beatlemania. Ce vidéoclip intègre des effets infographiques aux images d'archives pour rajouter de nombreux détails humoristiques. On y ajoute aussi quelques animations de styles variés et quelques effets sonores ; cris de foule, son de voiture et vitre brisée en plus du dialogue d'introduction qui précède la chanson sur le disque. On y voit quelques personnages connus comme Buddy Holly (l'auteur de la chanson), la Reine mère et les roadies Mal Evans et Neil Aspinall.
Ce clip est maintenant inclus dans la collection Beatles 1+ publiée le 6 novembre 2015.

## Liste des chansons
Les chansons sont composées par Lennon/McCartney, sauf indications contraires. Un astérisque dénote une nouvelle version d'une chanson qui apparaît sur Live at the BBC. Le symbole ‡ dénote une pièce inédite.

### Disque 1
| 1. « And Here We Are Again » 2. Words of Love (Holly) 3. « How About It, Gorgeous ? » 4. Do You Want to Know a Secret 5. Lucille (Collins/Penniman) * 6. « Hey, Paul… » 7. Anna (Go to Him) (Alexander) 8. « Hello ! » 9. Please Please Me 10. Misery 11. I'm Talking About You (Berry) ‡ 12. « A Real Treat » 13. Boys (Dixon/Farrell) 14. « Absolutely Fab » 15. Chains (Goffin/King) 16. Ask Me Why 17. Till There Was You (Willson) * | 1. Lend Me Your Comb (Twomey/Wise/Weisman) 2. « Lower 5E » 3. The Hippy Hippy Shake (Romero) * 4. Roll Over Beethoven (Berry) * 5. There's a Place 6. « Bumper Bundle » 7. P.S. I Love You 8. Please Mr. Postman (Dobbins/Garrett/Gorman/Holland/Bateman) 9. Beautiful Dreamer (Foster/ Goffin et Keller) ‡ 10. Devil in Her Heart (Drapkin) 11. « The 49 Weeks » 12. Sure to Fall (in Love with You) (Perkins/Claunch/Cantrell) * 13. « Never Mind, Eh ? » 14. Twist and Shout (Medley, Russell) 15. « Bye, Bye » (Dialogue et chansonnette) 16. « John - Pop Profile » (Interview) 17. « George - Pop Profile » (Interview) |

### Disque 2
| 1. I Saw Her Standing There * 2. Glad All Over (Perkins) * 3. « Lift Lid Again » 4. I'll Get You 5. She Loves You 6. Memphis, Tennessee (Berry) * 7. Happy Birthday Dear Saturday Club (Hill / Hill) ‡ 8. « Now Hush, Hush » 9. From Me to You 10. Money (That's What I Want) (Gordy et Bradford) 11. I Want to Hold Your Hand 12. « Brian Bathtubes » 13. This Boy 14. « If I Wasn’t In America » 15. I Got a Woman (Charles et Richard) * | 1. Long Tall Sally (Johnson/Penniman/Blackwell) * 2. If I Fell 3. « A Hard Job Writing Them » 4. And I Love Her 5. « Oh, Can’t We ? Yes We Can » 6. You Can't Do That 7. Honey Don't (Perkins) * 8. I'll Follow the Sun 9. « Green With Black Shutters » 10. Kansas City/Hey, Hey, Hey, Hey (Leiber/Stoller/Penniman) * 11. « That’s What We’re Here For » 12. I Feel Fine (Répétition) * 13. « Paul - Pop Profile » (Interview) 14. « Ringo - Pop Profile » (Interview) |

### Émissions d'origine
Voici, dans l'ordre chronologique, la liste des émissions radio dont les enregistrements sont tirées. La date de diffusion est suivie, entre parenthèses, par la date de l'enregistrement. Si une chanson a été enregistrée plus d'une fois dans ces studios, le nombre est indiqué entre parenthèses à droite du titre :
| Saturday Club (en), 26 janvier 1963 (22 janvier 1963) 1.26 Beautiful Dreamer Here We Go, 12 mars 1963 (6 mars 1963) 1.10 Misery (7) Saturday Club, 16 mars 1963 (diffusion en direct) 1.11 I'm Talking About You Pop Go the Beatles (en) (Épisode 4), 25 juin 1963 (17 juin 1963) 1.6 « Hey, Paul... » 1.8 « Hello! » 1.12 « A Real Treat » 1.13 Boys (7) 1.14 « Absolutely Fab » 1.15 Chains (4) 1.23 « Bumper Bundle » 1.24 P.S. I Love You (3) Pop Go the Beatles (5), 16 juillet 1963 (2 juillet 1963) 1.18 Lend Me Your Comb Pop Go the Beatles (6), 23 juillet 1963 (10 juillet 1963) 1.1 « And Here We Are Again » Pop Go the Beatles (7), 30 juillet 1963 (10 juillet 1963) 1.3 « How About It, Gorgeous? » 1.4 Do You Want to Know a Secret (6) 1.17 Till There Was You (6) 1.25 Please Mr. Postman (3) Pop Go the Beatles (8), 6 août 1963 (16 juillet 1963) 1.31 Twist and Shout (10) Pop Go the Beatles (9), 13 août 1963 (16 juillet 1963) 1.9 Please Please Me (12) Pop Go the Beatles (10), 20 août 1963 (16 juillet 1963) 1.2 Words of Love | Saturday Club, 24 août 1963 (30 juillet 1963) 2.2 Glad All Over (2) 2.3 « Lift Lid Again » Pop Go the Beatles (11), 27 août 1963 (1 août 1963) 1.7 Anna (Go to Him) (2) Pop Go the Beatles (12), 3 septembre 1963 (1 août 1963) 1.21 Roll Over Beethoven (7) 1.22 There's a Place (3) Pop Go the Beatles (13), 10 septembre 1963 (3 septembre 1963) 1.19 « Lower 5E » 1.20 Hippy Hippy Shake (5) Pop Go the Beatles (14), 17 septembre 1963 (3 septembre 1963) 1.5 Lucille (3) Pop Go the Beatles (15), 24 septembre 1963 (3 septembre 1963) 1.16 Ask Me Why (5) 1.27 Devil in Her Heart (2) 1.28 « The 49 Weeks » 1.29 Sure to Fall (In Love with You) (4) 1.30 « Never Mind, Eh? » 1.32 « Bye, Bye » Saturday Club, 5 octobre 1963 (7 septembre 1963) 2.1 I Saw Her Standing There (12) 2.4 I'll Get You (5) 2.5 She Loves You (11) 2.6 Memphis, Tennessee (5) 2.7 Happy Birthday Dear Saturday Club Easy Beat (en), 20 octobre 1963 (16 octobre 1963) 2.8 « Now Hush, Hush » 2.9 From Me to You (15) Saturday Club, 21 décembre 1963 (17 décembre 1963) 2.12 « Brian Bathtubes » 2.13 This Boy (2) | From Us to You (1), 26 décembre 1963 (18 décembre 1963) 2.10 Money (That's What I Want) (6) 2.11 I Want to Hold Your Hand (3) Saturday Club, 15 février 1964 (7 janvier 1964) 2.14 « If I Wasn't in America » From Us to You (2), 30mars 1964 (28 février 1964) 2.20 « Oh, Can't We? Yes We Can » Saturday Club, 4 avril 1964 (31 mars 1964) 2.15 I Got a Woman (2) Top Gear, 16 juillet 1964 (14 juillet 1964) 2.16 Long Tall Sally (7) 2.17 If I Fell (2) 2.18 « A Hard Job Writing Them » 2.19 And I Love Her 2.21 You Can't Do That (4) Top Gear, 26 novembre 1964 (17 novembre 1964) 2.22 Honey Don't (4) 2.23 I'll Follow the Sun 2.26 « That's What We're Here For » 2.27 I Feel Fine (non diffusée) Saturday Club, 26 décembre 1964 (25 novembre 1964) 2.25 Kansas City/Hey-Hey-Hey-Hey! (4) Top of the Pops BBC Transcription Service, mai ou juin 1965 2.24 « Green with Black Shutters » BBC Transcription Service, 30 novembre 1965 1.33 John – Pop Profile 1.34 George – Pop Profile BBC Transcription Service, 2 mai 1966 2.28 Paul – Pop Profile 2.29 Ringo – Pop Profile |

## Chansons non publiées
Certaines chansons n'ont été enregistrées qu'une seule fois dans les studios de la BBC et d'autres à plusieurs reprises. Par exemple, From Me to You a été jouée le plus souvent, avec quinze prestations différentes. Évidemment, ces nombreuses autres versions n'ont pas été publiées sur les deux compilations officielles. On y retrouve, au plus, deux versions de certains morceaux. Certaines de ces autres versions ont été publiées dans l'album en téléchargement The Beatles Bootleg Recordings 1963 tandis qu'une publication pirate sur neuf CD, The Complete BBC Sessions, est publiée en 1993 et contient toutes les prestations.
Contrairement à From Us To You qui apparaît sur Live at the BBC, on omet les indicatifs musicaux des émissions Side By Side, joué par le Karl Denver Trio (en) avec John et Paul comme choristes et Pop Go The Beatles, le thème musical plutôt enfantin, sur l'air de Pop Goes the Weasel et interprété par les Beatles.
Voici la liste des chansons, enregistrées dans les studios de la BBC, qui n'ont jamais été publiées officiellement par Apple Records. Les quatre premiers morceaux sont enregistrés devant public avec Pete Best à la batterie, mais la qualité du son des enregistrements existants est médiocre, et les deux suivants sont désormais introuvables. Il y a aussi quelques pièces humoristiques et quatre chansons qui, pour des raisons quelconques, ont été laissées de côté.
| Chanson - (Auteur(s))                                    | Date de l'enregistrement        | Émission                                          | Date de diffusion               | Autre version disponible / Notes       |
| -------------------------------------------------------- | ------------------------------- | ------------------------------------------------- | ------------------------------- | -------------------------------------- |
| Dream Baby (How Long Must I Dream) (en) - (Cindy Walker) | 7 mars 1962                     | Teenager's Turn - Here We Go                      | 8 mars 1962                     | Inédite                                |
| Hello Little Girl - (Lennon/McCartney)                   | 7 mars 1962                     | Teenager's Turn - Here We Go                      | Jamais diffusée                 | Anthology 1 / Enregistrement disparu   |
| Bésame mucho - (Consuelo Velázquez/Sunny Skylar)         | 11 juin 1962                    | Teenager's Turn - Here We Go                      | 15 juin 1962                    | Anthology 1                            |
| A Picture of You (en) - (Joe Brown)                      | 11 juin 1962                    | Teenager's Turn - Here We Go                      | 15 juin 1962                    | Inédite                                |
| Sheila - (Tommy Roe)                                     | 25 octobre 1962                 | Here We Go                                        | Jamais diffusée                 | Inédite / Enregistrement disparu       |
| Three Cool Cats - (Jerry Leiber/Mike Stoller)            | 16 janvier 1963 2 juillet 1963  | Here We Go Pop Go The Beatles                     | Jamais diffusée Jamais diffusée | Anthology 1 / Enregistrements disparus |
| All I Want for Christmas Is a Bottle et Crimble Medley   | 17 décembre 1963                | Saturday Club                                     | 21 décembre 1963                | Inédites / Chansonnettes humoristiques |
| Tie Me Kangaroo Down, Sport (en) - (Rolf Harris)         | 18 décembre 1963                | From Us to You Say The Beatles                    | 26 décembre 1963                | Inédite / Avec Rolf Harris             |
| I Call Your Name - (Lennon/McCartney)                    | 31 mars 1964                    | Saturday Club                                     | 4 avril 1964                    | Past Masters                           |
| Whit Monday to You (Hill/Hill)                           | 1er mai 1964                    | From Us to You Say The Beatles                    | 18 mai 1964                     | Inédite / Chansonnette humoristique    |
| I Should Have Known Better - (Lennon/McCartney)          | 14 juillet 1964 17 juillet 1964 | Top Gear From Us to You Say The Beatles           | 16 juillet 1964 3 août 1964     | A Hard Day's Night                     |
| I'm Happy Just to Dance with You - (Lennon/McCartney)    | 17 juillet 1964                 | From Us to You Say The Beatles                    | 3 août 1964                     | A Hard Day's Night                     |
| The Night Before - (Lennon/McCartney)                    | 26 mai 1965                     | The Beatles (Invite You to Take a Ticket to Ride) | 7 juin 1965                     | Help!                                  |